# Alenia C-27J Spartan
Alenia C-27J Spartan je srednji vojni transportni zrakoplov. Riječ je o naprednijem derivatu Alenijinog prethodnika G.222 jer koristi motore i sustave s Lockheed Martinovog zrakoplova C-130J Super Hercules. C-27J Spartan je u službi mnogih zračnih snaga diljem svijeta, uključujući i USAF.

## Povijest
Tvrtke Alenia Aeronautica i Lockheed Martin bile su uvjerene kako zajedničkim snagama i primjenom novih naprednih tehnologija u stvaranju transportnog aviona C-27J Spartan mogu nadomjestiti svojevrsni tržišni neusjeh transportnog aviona G.222. Tako bi mogle napraviti vrlo važan korak prema zadovoljenju potreba za učinkovitim srednjim taktičkim transportnim zrakoplovom.
Uz prethodno spomenuti slabi izvozni uspjeh G.222, dodatni motiv združivanju tih dviju tvrtki bio je cilj Lockheed Martina za projektiranjem transportnog aviona koji će uvelike biti komplementaran njegovog većem transporteru C-130J Herculesu. Tijekom 1995. godine provedeno je ispitivanje svjetskog tržišta (na kojem se očekuje plasman vojnih transportnih aviona) te se došlo do podatka kako je na njemu moguće prodati oko 400 aviona, koji bi bili poboljšana inačica G.222. Cijeli projekt znatno je potaknula i činjenica kako je s operativnog gledišta ali istodobno i logističkog (opsluživanje aviona) i tehničkog (konfiguracija avionike), vidljiva velika potreba za avionom koji bi bio komplementaran i interoperabilan postojećim platformama G.222 i C-130.
Sljedeće 1996. godine zajednički projekt počinje poprimati konkretne obrise te je osnovana tvrtka LMATTS (Lockheed Martin Alenia Tactical Transport System) sa sjedištem u američkom gradu Marietti (savezna država Georgia). Tvrtka LMATTS je svojevrsni joint venture s podjednakim 50%-tnim udjelom talijanskih i američkih partnera. U raspodjeli posla, Alenia Aeronautica se više angažirala u razvojno-konstruktorski dio projekta dok se Lockheed Martin usmjerio na tržišnu promociju i tehničku potporu kupaca. Tada su definirani ključni elementi projekta kao što su: odabir pogonske skupine, arhitektura avionike, potrebna poboljšanja drugih sustava u unutrašnjosti aviona, poboljšanja i modificiranje aerodinamičkih obilježja aviona odnosno određivanje platforme G.222 kao temelja za novi avion C-27J.
Projekt novog transportnog aviona prvi puta je predstavljen svjetskoj javnosti na pariškom airshowu 1997. Na istom airshowu je nakon dvije godine predstavljen prvi prototip. Tada je od ENAC/RAI odobren prvi civilni certifikat za C-27J (JAR 25). Time je u konačnici okončana ispitno-testna faza projekta tijekom koje su proizvedena tri prototipa na kojima je provedeno više od 400 sati letnih ispitivanja.

## Karakteristike

### Tehničke karakteristike
Među temeljnim karakteristikama novog aviona (poput povećanja maksimalne brzine i doleta, dobivanja civilnih i vojnih certifikata, interoperabilnosti s C-130) projektanti ističu i druge vrlo važne činjenice. Tako upućuju na povećanje maksimalne težine aviona pri polijetanju (31.800 kg), novu pogonsku skupinu, novi stajni trap, pomoćnu naponsku jedinicu (iskoristivu tijekom leta), poboljšane strujne i hidraulične generatore, novi klima sustav kao i sustav protiv zaleđivanja, poboljšanu konfiguraciju kokpita u koju je ugrađena nova avionika. Ta ista avionika je prilagođena za korištenje Night Vision Systema. Provedba brojnih poboljšanja obuhvatila je i samu strukturu aviona. Upravljivost s kormilom visine (dubine) i kormilom pravca je olakšano novim servo uređajima. Kako bi se kompenzirala snaga novih motora, vertikalni stabilizator je redizajniran i povećan.
Za novu pogonsku skupinu, za C-27J je odabran turboprop motor Rolls-Royce AE2100-D2A snage 4.640 KS (3.460 kW) koji je opremljen s FADEC sustavom (Full Authority Digital Electronic Control). Gondolu motora dizajnirala je britanska tvrtka Westland. Na motore je postavljena šestokraka elisa Dowty R-391 (od kompozitnog materijala) koja je identična onoj na C-130J. Ugradnjom novih motora i gondole znatno se olakšalo njihovo održavanje i opsluživanje. Također, uvelike su smanjene vibracije te unutarnja i vanjska buka uzrokovana radom motora kao i potrošnja goriva.
Pilotska kabina je svojevrsni derivat kabine s G.222 koja je poznata po svojoj dobroj preglednosti odnosno vidljivosti, kako na zemlji tako i u zraku (zadržana je postojeća konfiguracija kabine sa 16 prozora). Instrumenti u kabini su u cijelosti novi, s pet multifunkcionalnih LCD displayja u boji. Time se dobilo na maksimalnoj iskoristivosti sustava s C-130J odnosno na njihovoj kompatibilnosti s Night Vision Systemom. Inregrirana je modularna avionika (temeljena na arhitekturi s C-130J koja rabi devet digitalnih sabirnica podataka MIL-STD-1553) čime se znatno uštedjelo na razvojnim troškovima. Istodobno se dobilo na djelotvornosti sustava. Druga svojstva C-27J koja su identična onima na C-130J su: INS/GPS, snimač letnih podataka, COM/NAV sustav, Northrop-Grummanov AN/APN-241 radar za digitalno mapiranje terena i radarski visinomjer.

### Teretne karakteristike
Novi glavni stajni trap zadržao je konfiguraciju s dva kotača koji je u trupu smješten na istom mjestu kao na G.222 ali je znatno robusniji. Time je omogućena brzina propadanja od 3 metra u sekundi uz 90%-tnu maksimalnu poletnu težinu. Poboljšani kut pomične stražnje rampe omogućava lakši i jednostavniji utovar odnosno istovar tereta. Maksimalna nosivost korisnog tereta na Spartanu je 11.500 kg. Njegov maksimalni dolet iznosi 1.852 km (1.000 nm) uz korisni teret od 10.000 kg. Ako korisni teret iznosi 6.000 kg, dolet Spartana može se povećati do 4.445 km (2.400 nm). Uz poletnu težinu aviona od 30.000 kg (uz standardne atmosferske prilike na razini mora) dovoljna je staza za polijetanje od 800 metara dok je uz poletnu težinu od 20.000 kg dovoljna staza od 400 metara. Visinu od 3.030 m Spartan može doseći za tri minute, dok mu krstareća brzina na visini od 8.180 m iznosi 599 km.
U hipotetskoj pretpostavci, došlo se do računice kako bi flota od 15 aviona C-27J koja prevozi teret uz dolet od 926 km (uz eksploataciju od 350 sati leta godišnje po avionu) tijekom jedne godine mogla prevesti 12.490 tona korisnog tereta. Uz iste pretpostavke, flota C-295 može prevesti 8.530 tona odnosno flota Antonova An-32 može prevesti 7.740 tona korisnog tereta.
Dobra operativna vrlina Spartana je širok i lako dostupan teretni prostor, duljine 11,43 m, širine 3,33 m, i visine 2,60 m. Time je Spartan prikladan za prijevoz raznovrsnog tereta. Moguć je ukrcaj tri palete dimenzija 223 cm x 274 cm x 203 cm što je identično mogućnostima C-130J. Također, moguć je ukrcaj terenskog Humveeja, oklopnog vozila AML-90 ili jednog kompletnog motora s gondolom za C-130J. U usporedbi s ovim, mogućnosti glavnih suparnika Spartana (C-295 i An-32) uopće nisu mjerljive.
C-27J može prevesti 62 vojnika uz dolet od 3.334 km (1.800 nm) odnosno 46 padobranaca (uz njihovu težinu od 110 kg) uz dolet od 2.037 km (1.100 nm). Pri MEDEVAC letovima, može prevesti 36 nosila s ranjenicima. Tijekom taktičko-napadnih operacija, Spartan može sletjeti na polupripremljene piste (CBR4) odnosno u zraku može izvoditi manevre izbjegavanja uz opterećenje do 3G uz korisni teret od 8.500 kg. Uz maksimalno količinu korisnog tereta Spartan može izvoditi manevre do opterećenja od 2,5G što potvrđuje robusnost i izdržljivost ovog zrakoplova. C-27J je moguće prilagoditi za obavljanje i drugih zadaća poput protupožarnih zadaća kada uz dolet od 926 km (500 nm) može ponijeti 6.800 kg tekućeg retardanta (specijalna tekućina za usporavanje gorenja). Uz prilagođenu konfiguraciju za obavljanje zadaća traganja i spašavanja, Spartan može u zraku provesti zavidnih devet i pol sati.

## Letna testiranja i proizvodnja
Program kojim je obuhvaćeno testiranje aviona i dobivanje certifikata, počeo je 1997. godine. Tada je osiguran civilni certifikat "R" kategorije (FAR 25). Razvoj potrebnog softvera uz brojne druge pripremne aktivnosti za proizvodnju aviona počeo je 1998. godine.
Tijekom letnih ispitivanja angažirana su tri prototipa. Pri prototip I-CERX je u biti G.222 u Alenijinom vlasništvu. Tijekom 1998. na tom prototipu provedene su prilagodbe kako bi se mogla provesti brojna testiranja. Tada je ugrađena nova pogonska skupina (uz drugu prateću avioniku). Prema rasporedu letnih testova, taj prototip prvi put je poletio 24. rujna 1999. godine. Drugi prototip I-FBAX u cijelosti je novi avion odnosno to je tada već bio "pravi" C-27J uz novi glavni stajni trap i uz kompletno izmijenjenu avioniku. Svoj prvi probni let, drugi prototip imao je 12. svibnja 2000. godine. Treći prototip je nekadašnji avion iz sastava talijanskih zračnih snaga (MM.62127) a svoj prvi probni let izveo je 8. rujna 2000. godine.
Tijekom početnih letnih testiranja najviše pozornosti posvećeno je letenju na malim brzinama odnosno tada se raznim manevrima avion dovodio u stanje vrlo blisko prevlačenju u kovit. Razlog tome bio je taj što šestokrake elise mogu uzrokovati određene probleme koji utječu na letne odlike aviona, što je bio slučaj na C-130J. No, prilagodbom aerodinamičkih površina na C-27J, ti problemi su izbjegnuti. Prema tvrdnjama testnih pilota, zadržane su odlične aerodinamičke kvalitete s G.222 a performanse aviona dodatno su povećane ugradnjom nove pogonske skupine. Visina i krstareća brzina su znatno veći u odnosu na G.222 uz istodobnu manju potrošnju goriva te buku i vibracije.
Talijansko ratno zrakoplovstvo je predložilo određene modifikacije trenutačne inačice Spartana sa svrhom povećanja sigurnosti letenja i uspješnijeg obavljanja zadaća. Tako su istaknuli kako treba izvesti prilagodbe za dopunu aviona gorivom u zraku, ugradnju HUD prikaznika, ugradnju obrambenih sustava (chaff i flare dispenser, RWR (radar warning receiver), LWS (laser warning system) i MAW (missile approach warner) uređaja) te sustava za automatsko upravljanje snagom motora (autothrotle system). Prema trenutačnim kapacitetima, planirana proizvodnja C-27J je 18 aviona godišnje uz mogućnost povećanja u slučaju pristizanja novih narudžbi.

## Tržišne perspektive
U odnosu na početnu analizu tržišta te na trenutačne okolnosti, procjenjuje se kako je u oko 40 zemalja diljem svijeta moguće naći naručitelje za oko 560 aviona C-27J (uključujući i određene specijalizirane inačice). Inače, C-27J je nastao kao izravna tržišna konkurencija avionima Antonov An-32 i CASA C-295 (djelo konzorcija EADS-CASA). Smatra se kako bi u segmentu srednjih transportnih aviona upravo španjolski C-295 mogao Spartanu pokvariti tržišnu računicu. Prednost C-295 ogleda se ponajviše u njegovoj nižoj pojedinačnoj cijeni dok se s druge strane teško može mjeriti s letnim performansama Spartana odnosno njegovom nosivošću. U daljnjoj usporedbi C-295 i C-27J vrlo važna je njihova interoperabilnost s C-130 (što je posebice interesantno onim zrakoplovstvima koja u svojim flotama već imaju Hercules ili se s obzirom na obavljanje određenih zadaća s njim nadopunjuju), pri čemu Spartan ima apsolutnu prednost. Pritom treba također istaknuti kako C-27J sa svojim povećanim doletom i produktivnošću može pokriti 70 posto zadaća u kojima se angažira C-130. Time je C-27J Spartan vrlo interesantan odabir i za tzv. "mala" ratna zrakoplovstva.
Procjena je kako bi se u razdoblju od 2000. do 2020. na svjetskoj razini moglo prodati ukupno 1.530 transportnih aviona (malih, srednjih i teških) uz mogućnost prodaje dodatnih 938 aviona koji bi bili namijenjeni za posebne zadaće poput elektroničkog djelovanja, nadzora, zračnih ophodnji te operacija traganja i spašavanja. Ambicije LMATTS-a su da u tom dvadesetgodišnjem razdoblju zauzmu 22%-tni udjel na svjetskom tržištu s prodajom od 418 aviona u transportnom sektoru odnosno prodajom 142 aviona za posebne zadaće.
Prvi ugovor o isporuci 12 aviona C-27J sklopljen je s talijanskim zračnim snagama koje planiraju da kralježnicu njihovog vojnog transportnog zrakoplovstva čine dvije eskadrile. Jednu eskadrilu bi činili transportni avioni C-130J a drugu C-27J što je iznimna prigoda za potvrdu u praksi koncepta deklarirane operativne interoperabilnosti i tehničke komplementarnosti ta dva aviona. Važno Spartanovo tržište postalo je i ono američko jer ga je nabavilo tamošnje ratno zrakoplovstvo, zapovjedništvo za specijalne operacije te obalna straža.

## Korisnici
- Italija[1]: primarni korisnik. Talijansko ratno zrakoplovstvo u svojoj floti trenutno raspolaže s 12 C-27J.[2]

- Australija[1]: Kraljevske australske zračne snage naručile su deset C-27J čija se isporuka očekuje 2015. godine.[3] Ovi transportni avioni bit će dodijeljeni 35. eskadronu.[4] Ukupna vrijednost ove nabave iznosi 1,4 milijardi USD.[5]
- Bugarska[1]: bugarsko ratno zrakoplovstvo u svojoj floti koristi tri C-27J.[6]
- Čad: čadsko ratno zrakoplovstvo naručilo je dva C-27J.[7]
- Grčka[1]: grčko ratni zrakoplovstvo ima u svojoj floti osam C-27J.[2] Grčka je ujedno postala i prvi inozemni kupac ovog zrakoplova čiji prvi primjerak joj je dostavljen u rujnu 2005.[2]
- Litva[1]: litavsko ratno zrakoplovstvo koristi tri C-27J.[8]
- Maroko[1]: Kraljevske marokanske zračne snage koriste četiri C-27J te su bile prvo afričko ratno zrakoplovstvo koje je uvelo Spartan u svoju flotu.[9] Zemlja je odabrala ovaj zrakoplov zbog njegovih mogućnosti rada u ekstremnim uvjetima i bez potrebe za razmještajem zemaljske podrške.[9]
- Meksiko[1]: meksičko ratno zrakoplovstvo koristi četiri C-27J koji su naručeni 2011. godine.[10][11][12]
- Peru: peruansko ratno zrakoplovstvo je potpisalo ugovor s Alenijom Aermacchi o nabavci dva C-27J.[1][13][14]
- Rumunjska[1]: zemlja je s proizvođačem 2007. godine potpisala ugovor o nabavci sedam C-27J.[15] Rumunjskom ratnom zrakoplovstvu je do listopada 2013. isporučeno šest zrakoplova dok je rumunjska Vlada dosad platila 119 milijuna eura (od ukupnih 216 milijuna).[15]
- SAD[1]:
  - Američko ratno zrakoplovstvo: zračne snage su od 2007. do 2013. potrošile ukupno 567 milijuna USD u nabavu ukupno 21 C-27J koji su uglavnom bili prizmljeni u zračnoj bazi Davis-Monthan u Tucsonu (savezna država Arizona).[16]
  - Američko zapovjedništvo za specijalne operacije: zapovjedništvu je dodijeljeno sedam C-27J iz flote USAF-a.[17]
  - Američka obalna straža: obalnoj straži bit će dodijeljeni zrakoplovi C-27J u zamjenu za sedam postojećih C-130 Herculesa koji će biti transferirani nacionalnoj službi za očuvanje šuma.[18] Tako će obalna straža koristiti ukupno 14 aviona koji su dosad bili u floti USAF-a.[19]
- Slovačka: slovačko ratno zrakoplovstvo naručilo je dva C-27J (uz opciju još jednog zrakoplova).[20] Njima će Slovačka zamijeniti postojeći Antonov An-26.[21]

## Tehničke karakteristike
Osnovne karakteristike
- posada: 2 (pilot i kopilot)
- dužina: 22,7 m
- raspon krila: 28,7 m
- promjer rotora: 4,15 m
- površina krila: 82 m²
- visina: 9,64 m
- korisni teret: 11.500 kg tereta
62 vojnika (uz dolet od 3.334 km)
46 padobranaca (uz dolet od 2.037 km)
36 nosila s ranjenicima sa 6 liječnika

Letne karakteristike
- najveća brzina: 602 km/h (374 mph)
- ekonomska brzina: 583 km/h (362 mph)
- dolet: 5.926 km (bez tereta)
1.852 km (s 10.000 kg tereta)
4.445 km (sa 6.000 kg tereta)
- najveća visina leta: 9.144 km
- motor: 2× Rolls-Royce AE2100-D2A turbo-prop motor
  - propeler: šestokraka elisa Dowty R-391

## Vidjeti također
Povezani zrakoplovi
- G.222
- C-130J Super Hercules

Usporedivi zrakoplovi
- CASA C-295
- Antonov An-32
- Transall C-160
- DHC-5 Buffalo

## Vanjske poveznice
- Alenia C-27J Spartan - Tactical transport aircraft  Arhivirana inačica izvorne stranice od 30. ožujka 2014. (Wayback Machine)
- Frontline warrior: The Alenia Aeronautica C-27 Spartan
- FLIGHT TEST: C-27J - No small measure
- Tehnički vodič o Aleniji C-27J Spartan